# Květnovská lípa
Květnovská lípa je památný strom, solitérní lípa velkolistá (Tilia platyphyllos) v Sokolovské pánvi. Strom roste v nadmořské výšce 460 m u břehu nepojmenovaného potoka v severní části Květnové, místní části města Ostrov v okrese Karlovy Vary v Karlovarském kraji.
Obvod nízkého kmene měří 498 cm. Kmen stromu se dělí na pět, původně šest, silných kosterních větví. Aby se zabránilo rozlomení, byly čtyři kosterní větve vzájemně stažené pevnou bezpečnostní vazbou. Koruna vejcovitého tvaru sahá do výšky 24 m (měření 2014). Stáří stromu bylo v roce 2005 odhadováno na 200 let.
Lípa je chráněna od roku 2005 jako esteticky zajímavý strom s významný vzrůstem.

## Stromy vokolí
- Lípa v Horním Žďáru
- Damický kaštanovník
- Damická lípa u potoka
- Vojkovická lípa